# Rodolphe Gilbert
Rodolphe Gilbert (Brou-sur-Chantereine, 12 de diciembre de 1968) es un extenista francés ya retirado de la competición que destacó ampliamente en dobles, donde ganó dos torneos ATP. Su puesto más alto en el ránking de dobles fue 50º, mientras que en individuales llegó al puesto 61.º.

## Torneos ATP

### Dobles
Títulos
| Leyenda                |
| Grand Slam (0)         |
| Tennis Masters Cup (0) |
| ATP Masters Series (0) |
| ATP Tour (10)          |

| N.º | Fecha           | Torneo                   | Superficie | Pareja           | Oponentes en la final          | Resultado     |
| --- | --------------- | ------------------------ | ---------- | ---------------- | ------------------------------ | ------------- |
| 1.  | febrero de 1991 | Guarujá                  | Dura       | Olivier Delaître | Shelby Cannon Greg Van Emburgh | 6–2, 6–4      |
| 2.  | Abril de 1995   | Johannesburgo, Suráfrica | Dura       | Guillaume Raoux  | Martin Sinner Joost Winnink    | 6–4, 3–6, 6–3 |

Finalista
| Leyenda                |
| Grand Slam (2)         |
| Tennis Masters Cup (0) |
| ATP Masters Series (1) |
| ATP Tour (8)           |

| N.º | Fecha              | Torneo                   | Superficie    | Pareja                 | Oponentes en la final             | Resultado |
| --- | ------------------ | ------------------------ | ------------- | ---------------------- | --------------------------------- | --------- |
| 1.  | Febrero de 1995    | Open 13                  | Moqueta       | Jean-Philippe Fleurian | David Adams Andrei Olhovskiy      | 1–6, 4–6  |
| 2.  | Septiembre de 1996 | Bournemouth, Reino Unido | Tierra batida | Nuno Marques           | Marc-Kevin Goellner Greg Rusedski | 3–6, 6–7  |